# Râul Valea Vițeilor
Râul Valea Vițeilor este un curs de apă, afluent al râului Barcău. 